# Xã Lake, Quận Spink, South Dakota
Xã Lake (tiếng Anh: Lake Township) là một xã thuộc quận Spink, tiểu bang Nam Dakota, Hoa Kỳ. Năm 2010, dân số của xã này là 104 người.